# Azem Galica

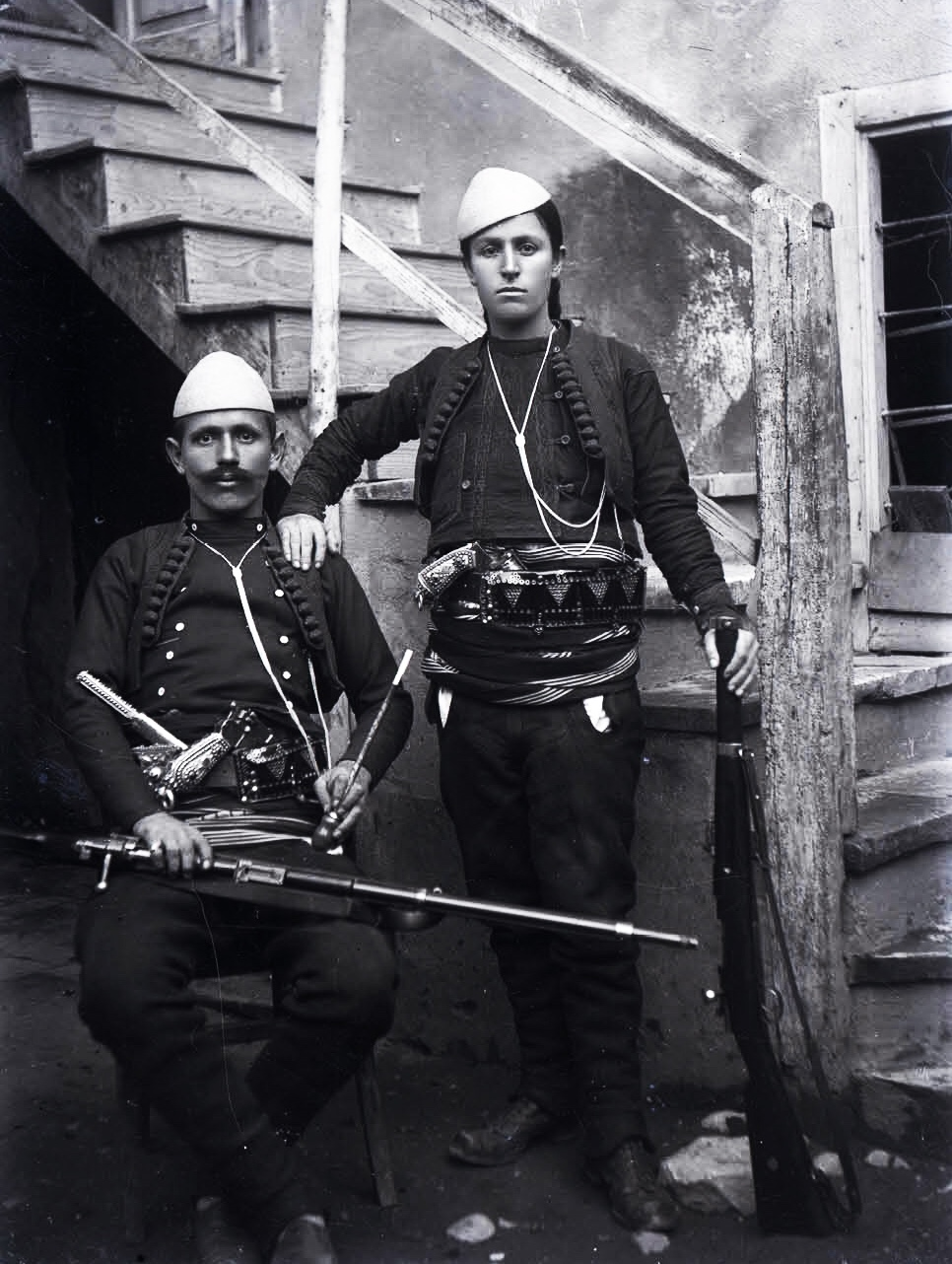
Azem (links) und Shota Galica (ca. 1920)

Azem Bejta Galica (geboren am 10. Dezember 1889 in Skënderaj, Vilâyet Kosovo, Osmanisches Reich; gestorben am 15. Juli 1924 in Junik, Königreich Jugoslawien) war ein Nationalist und Rebell, der für die Vereinigung von Albanien mit dem Kosovo kämpfte.

## Leben

### Jugend
Azem war der Sohn von Bejta Galica, welcher im Kampf gegen das Osmanische Reich starb. Sein Ziel war die Trennung Kosovos vom damaligen Königreich Serbien.

### Widerstände gegen Serbien, Bulgarien und Österreich-Ungarn
Mit seinen Katschak-Kämpfern widersetzte Azem Galica sich den serbischen Streitkräften, die während der Balkankriege und zu Beginn des Ersten Weltkriegs in den Kosovo einmarschiert waren. Nachdem im Winter 1915/16, während des Ersten Weltkriegs, Österreich-Ungarn und Bulgarien einmarschiert waren, zog sich Serbien zurück. Nach der geänderte Lage kämpfte Galica nun gegen Bulgarien und Österreich-Ungarn. Nach einem Abkommen mit Luigj Gurakuqi, Prenk Bib Doda und Fejzi Alizoti akzeptierte er die österreich-ungarische Besatzung. Das Abkommen erlaubte die Eröffnung von 300 Schulen, das Hissen der albanischen Flagge und die Nutzung der albanischen Sprache. Die Österreicher respektieren die albanische Kultur und die beiden Religionen, Christen und Muslime, des Landes.

### Widerstand gegen Jugoslawien
1918 wurden die Mittelmächte durch die serbische Armee aus dem Kosovo vertrieben. Am 1. Dezember 1918 wurde der Kosovo Teil des Königreichs Jugoslawien. Galica wurde es ein weiteres Mal untersagt, gegen die jugoslawische Polizei und Soldaten zu kämpfen.
Unzufriedene Kosovo-Albaner, unter ihnen Hasan Bej Prishtina, gründeten 1918 in Shkodra das Komitee der nationalen Verteidigung Kosovos. Ihr Ziel war die Vereinigung Kosovo mit Albanien. Die bekanntesten Anführer waren Bajram Curri, Hasan Prishtina und Azem Galica. Ein Großaufstand begann, angezettelt von den Katschak-Kämpfern, wie sie sich nannten. Der Hauptanführer war Azem. Sie kämpften gegen die Eingliederung Kosovos ins Königreich Jugoslawien. Die Kämpfe dehnten sich in die Heimat Azems, Drenica, aus. Man schätzt, dass bei den Aufständen über 10.000 Rebellen teilnahmen.
Azems Frau Shote Galica kämpfte auch an seiner Seite. Beide teilten die gleichen Ziele. Es gelang ihnen, eine befreite Zone in Galica und in drei Dörfern in der Nähe zu errichten. Die jugoslawische Armee drang in der Folge in das Gebiet ein und schoss Azem an. Er starb am 15. Juli 1924 an den Folgen der Verletzungen. Sein letzter Wunsch war es, dass die Serben seinen Körper nicht fänden. Daher wurde sein Körper in einer tiefen Höhle in der Nähe von Drenica begraben.

### Danach
Der Tod Galicias war ein schwerer Schlag für die Widerstände gegen Jugoslawien im Kosovo. Die jugoslawische Armee verstärkten die Repressalien gegen die Albaner im Kosovo. Einige kleine Gruppen kämpften weiter, errangen aber niemals die Bedeutung der Katschaks von Galica. Shote übernahm 1925 die Führung der Rebellenbewegung, bis sie sich im Juli 1927 auch zurückziehen musste. Im Dezember 1924 kam mit Unterstützung der jugoslawischen Regierung Ahmet Zogu in Albanien als Präsident an die Spitze. Als Gegenleistung musste er die Katschaks unterdrücken.